# Division Ouest de la LCF
La division Ouest (appelée conférence de l'Ouest de 1961 à 1981) est une des deux divisions régionales de la Ligue canadienne de football, l'autre étant la division Est. Elle comprend cinq équipes dans l'ouest canadien, soit les Lions de la Colombie-Britannique, les Stampeders de Calgary, les Elks d'Edmonton (autrefois les Eskimos), les Roughriders de la Saskatchewan et les Blue Bombers de Winnipeg. À chaque saison, l'équipe championne de la division Ouest rencontre celle de la division Est dans le match de la Coupe Grey.

## Histoire

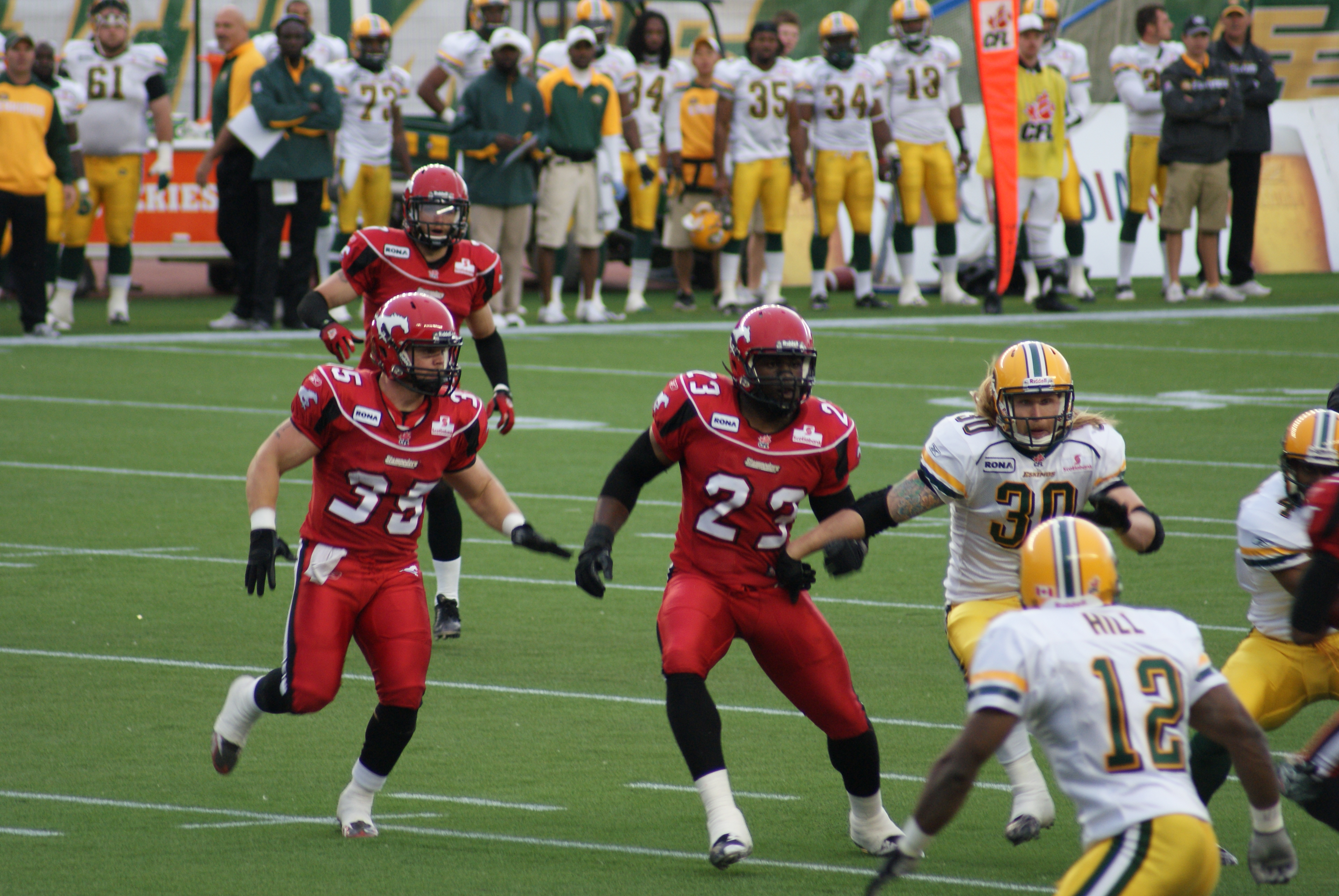
Match entre les Stampeders de Calgary et les Eskimos d'Edmonton en 2011.

La Ligue canadienne de football (LCF) est née en 1958 du regroupement des deux ligues professionnelles existant alors, la Western Interprovincial Football Union (WIFU), basée dans les provinces de l'Ouest, et l'Interprovincial Rugby Football Union (IRFU), basée en Ontario et au Québec. Ce sont les cinq équipes de la WIFU qui ont formé la division Ouest, bien que le changement de nom n'ait pas été immédiat. Les deux anciennes ligues, disposant jusque-là d'une grande autonomie, n'ont que progressivement unifié leur fonctionnement dans le cadre de la LCF. En effet, pour les trois premières saisons de la LCF, de 1958 à 1960, les cinq équipes de l'Ouest opèrent encore sous le nom de la WIFU et jusqu'en 1961 ne jouent pas de matchs de saison régulière contre les équipes de l'Est ; sauf quelques matchs préparatoires, la seule rencontre entre l'Est et l'Ouest est le match de la coupe Grey. Jusqu'en 1973, le format des séries éliminatoires diffère entre les deux divisions, et le nombre de matchs par saison est également différent jusqu'en 1974 : 16 pour l'Ouest et 14 pour l'Est.
La division Ouest a compté la plupart du temps cinq équipes dans ses rangs, sauf pour la période de l'expansion de la LCF aux États-Unis (saisons 1993 à 1995) et pour les périodes où les Blue Bombers de Winnipeg ont été assignés à la division Est pour permettre à celle-ci d'avoir quatre équipes (1987 à 1992, 1997 à 2001 et 2006 à 2013).

### Événements
- 1958 : Les équipes de la WIFU pour cette saison inaugurale sont les Lions de la Colombie-Britannique, les Stampeders de Calgary, les Eskimos d'Edmonton, les Roughriders de la Saskatchewan et les Blue Bombers de Winnipeg. Pour la première saison de la LCF, les équipes de la WIFU jouent 16 matchs de saison régulière entre eux, soit 4 contre chaque adversaire. En fin de saison les équipes de deuxième et troisième position jouent deux matchs éliminatoires au total des points et le gagnant joue la finale contre l'équipe de première position au meilleur de trois matchs. Le vainqueur se rend au match de la Coupe Grey[2].
- 1961 : La WIFU est renommée Conférence de l'Ouest[3]. Un calendrier inter-division partiel est mis en place: chaque équipe de l'Ouest joue trois parties contre chaque club de sa conférence et un seul contre chaque club de l'Est[4].
- 1965 : La demi-finale de l'Ouest se joue désormais sur un seul match[3].
- 1972 : La finale de l'Ouest se joue désormais sur un seul match[3].
- 1981 : La conférence de l'Ouest prend le nom de division Ouest. La cédule de saison régulière reste de 16 matchs mais est maintenant équilibrée, c'est-à-dire que chaque club joue deux matchs contre chacune des huit autres équipes[5].
- 1986 : La saison régulière comporte maintenant 18 parties. Chaque équipe joue deux ou trois fois contre les autres équipes de l'Ouest, et deux fois contre celles de l'Est. Une première version de la règle du croisement est mise en place mais n'est utilisée que pour la présente saison.
- 1987 : Les Blue Bombers de Winnipeg sont assignés à la division Est pour compenser la disparition des Alouettes de Montréal juste avant le début de la saison[6]. La cédule est chambardée : chaque club joue entre deux et quatre matchs contre chaque adversaire[7].
- 1988 : Chaque équipe joue quatre fois contre deux de ses adversaires, et deux fois contre les autres[8].
- 1989 : Chaque équipe joue quatre fois contre un adversaire de l'Ouest, trois fois contre les deux autres, et deux fois contre chaque équipe de l'Est[9].
- 1993 : Les Gold Miners de Sacramento, première équipe américaine de l'histoire de la LCF, s'ajoutent à la division Ouest. Chaque équipe joue trois fois contre deux adversaires de l'Ouest, deux fois contre les deux autres, et deux fois contre chaque équipe de l'Est[10].
- 1994 : Dans le cadre de l'expansion de la LCF aux États-Unis, le Posse de Las Vegas se joint à la division Ouest. En conséquence, chaque équipe joue deux fois contre chaque adversaire de l'Ouest, deux fois contre deux des équipes de l'Est, et une fois contre chacune des quatre autres équipe de l'Est[11].

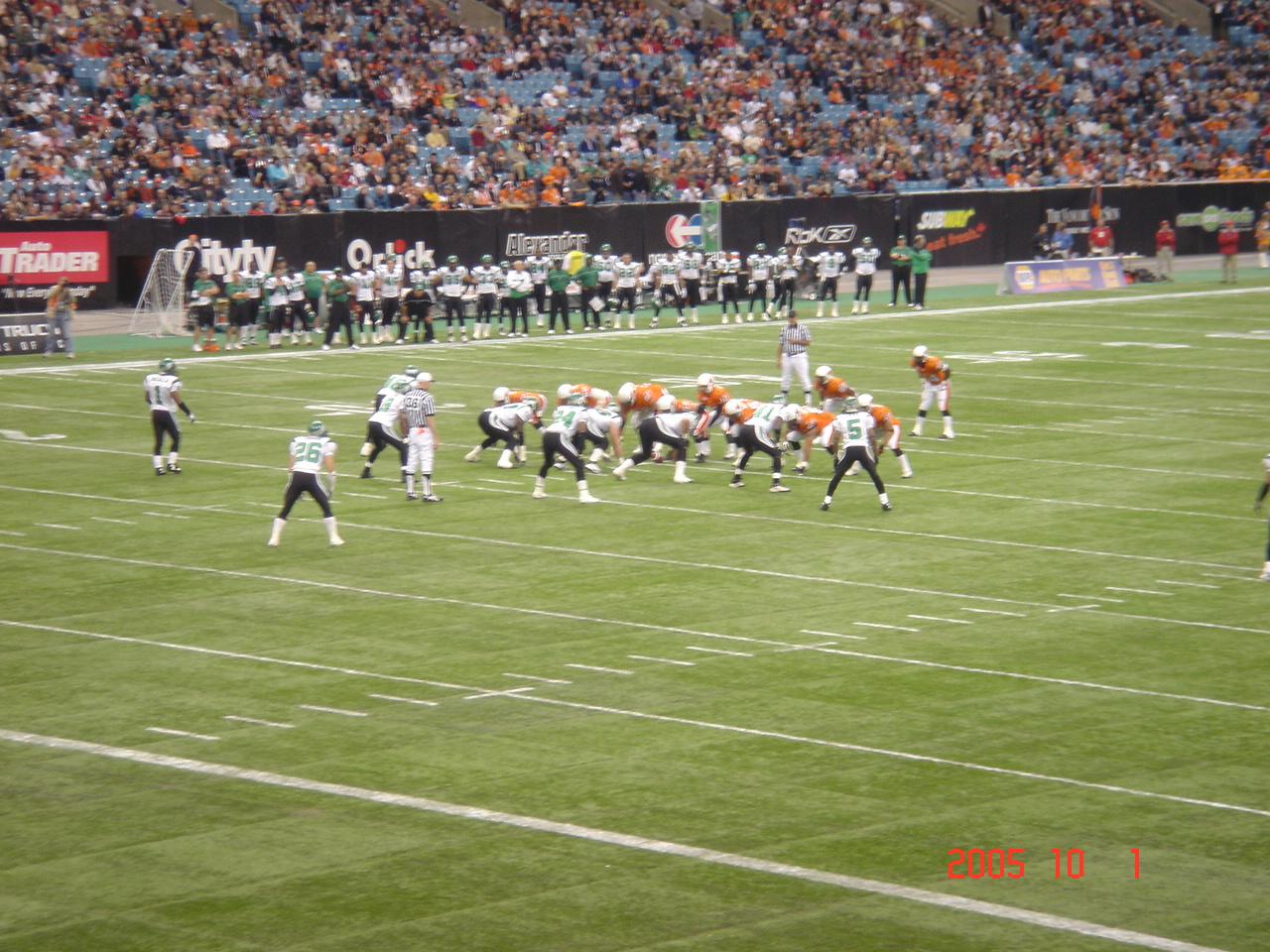
Match entre les Lions de la Colombie-Britannique et les Roughriders de la Saskatchewan en 2005.

- 1995 : Les divisions Est et Ouest sont supprimées en remplacées par la division Nord, comprenant les huit équipes canadiennes, et la division Sud comprenant cinq équipes américaines. Cet arrangement ne tiendra que cette unique saison.
- 1996 : L'expansion américaine prend fin, les divisions Est et Ouest sont rétablies et les Blue Bombers de Winnipeg retournent à la division Ouest car                        Montréal possède de nouveau une équipe. Chaque équipe joue trois fois contre deux adversaires de l'Ouest, deux fois contre les deux autres, et deux fois contre chaque équipe de l'Est[12]. La règle du croisement, encore en vigueur aujourd'hui, est mise en place.
- 1997 : Les Blue Bombers de Winnipeg retournent dans la division Est car Ottawa n'a plus d'équipe. Chaque équipe joue quatre fois contre un adversaire de l'Ouest, trois fois contre les deux autres, et deux fois contre chaque équipe de l'Est[13].
- 2002 : Les Blue Bombers de Winnipeg reviennent dans la division Ouest car Ottawa a de nouveau une équipe. Chaque équipe joue trois fois contre deux de ses adversaires de l'Ouest, deux fois contre les deux autres, et deux fois contre chaque équipe de l'Est[14].
- 2006 : Les Blue Bombers de Winnipeg retournent dans la division Est car Ottawa n'a de nouveau plus d'équipe. Chaque équipe joue quatre fois contre un adversaire de l'Ouest, trois fois contre les deux autres, et deux fois contre chaque équipe de l'Est[15].
- 2014 : Les Blue Bombers de Winnipeg reviennent dans la division Ouest car Ottawa a de nouveau une équipe. Chaque équipe joue trois fois contre deux de ses adversaires de l'Ouest, deux fois contre les deux autres, et deux fois contre chaque équipe de l'Est[16].

## Palmarès depuis 1958
Jusqu'à la saison 2023 incluse.
| Club                                    | Nombre de saisons | Premier de la saison régulière | Participation aux éliminatoires | Champion de la division | Gagnant de la Coupe Grey |
| --------------------------------------- | ----------------- | ------------------------------ | ------------------------------- | ----------------------- | ------------------------ |
| Lions de la Colombie-Britannique        | 64                | 13                             | 41                              | 10                      | 6                        |
| Stampeders de Calgary                   | 64                | 17                             | 47                              | 15                      | 7                        |
| Elks d'Edmonton (Eskimos jusqu'en 2020) | 64                | 18                             | 50                              | 19                      | 11                       |
| Roughriders de la Saskatchewan          | 64                | 7                              | 39                              | 11                      | 4                        |
| Blue Bombers de Winnipeg                | 43                | 9                              | 30                              | 14                      | 9                        |
| Gold Miners de Sacramento               | 2                 | 0                              | 0                               | 0                       | 0                        |
| Posse de Las Vegas                      | 1                 | 0                              | 0                               | 0                       | 0                        |

Pour Winnipeg, ce tableau comprend seulement les saisons jouées en tant que membre de la division Ouest. La saison 1995 n'est pas incluse car la division Ouest n'existait pas. Source :